# 中西文化村
中西文化村（Cultural Village of Chinese and Western）計劃由澳博提出，位於澳門福隆新街、宜安街、福隆新巷、福榮里一帶，項目仍在規劃當中，仍待澳門政府審批，預算投資超過五億元。項目劃分為兩部分： 
- 東段

由佛笑樓至紅窗門一段約五十間清末、民初樓房，重新包裝，回復為原有清末民初的服飾、風俗及文化生活方式。
- 西段

毗連東段約四十間十九世紀葡國，法國，西班牙等拉丁式樓房物，重現十九世紀末的歐洲及拉丁國家風情，並設有表演場地。